# 国際会計基準審議会
国際会計基準審議会（こくさいかいけいきじゅんしんぎかい、英語: International Accounting Standards Board、略称: IASB）は、国際会計基準委員会財団（IASC Foundation）に設立された独立民間非営利の基準設定機関である。2001年（平成13年）4月に国際会計基準委員会（IASC）を組織改正する形で設立された。所在地はロンドンである。
国際会計基準審議会は、公益に資するよう、一般目的財務諸表において透明性があり比較可能な情報を提供する、高品質かつ国際的な会計基準の単一のセットの開発を使命とし、国際会計基準および国際財務報告基準の作成をおこなっている。審議会が発行する書物は規定すべてを含めて版権が存在し、国際財務報告基準を冊子版（£60）、ダウンロードCD-ROM版（£80）で販売している。

## 組織
国際会計基準審議会は、国際会計基準委員会財団の評議員会から選任された9か国14人のメンバーで構成される。会長はスコットランドの英国勅許会計士であるProfessor Sir David Tweedie、副会長はイングランドの英国勅許会計士であるThomas E Jonesと日本の米国公認会計士であるTakao Mizukamiが務める。
国際会計基準評議会（IASC Foundation）が、国際会計基準審議会（IASB）、基準諮問会議（SAC）、解釈指針委員会（IFRIC）の構成員を任命し、活動監視、資金調達、予算承認、定款変更を行う。

### 国際会計基準審議会（IASB）
国際会計基準審議会（IASB）は、会計基準の設定を行う機関である。5年を任期とする常勤12名、非常勤2名14名から構成される。

### 解釈指針委員会（IFRIC）
解釈指針委員会（IFRIC）は、IFRSを適用するに際しての解釈指針を発行する機関である。3年を任期とする12名から構成され、議決権のない議長1名を選任、2か月毎に公開会議を実施する。

## 運営方針の議論
国際会計基準審議会は、その運営方針等の議論をリエゾン国会議（国際会計基準審議会とリエゾン国が行ってきた定期協議）において行ってきた。リエゾン国会議は、日本、米国、英国、カナダ、ドイツ、フランス、オーストラリアおよびニュージーランドの８つの世界の主要会計基準設定主体（リエゾン国）によって構成され、2004年以降にはEFRAG（欧州財務報告アドバイザリーグループ）が加わった。
2005年9月以降は、リエゾン国会議ではなく、WSS会議（世界各国の会計基準設定主体が集まる世界会計基準設定主体者会議）で行うこととなった。これにより、国際会計基準審議会は、リエゾン国会議の位置づけを、国際会計基準審議会の正式な会議から、リエゾン国が独自に主催する会議へと変更し、各会計基準設定主体が行っている研究プロジェクトなどを議論する場となった。